# Radio Lignano International
Radio Lignano International (kurz Radio Lignano oder RLI) war ein deutschsprachiger Hörfunksender für Urlauber von einem österreichischen Programmanbieter, der 15 Jahre lang (von 1984 bis 1999) auch in der italienischen Metropolitanstadt Venedig zu empfangen war. Im ersten Jahr wurde auf den UKW-Frequenzen 102,1 und 106,7 MHz gesendet, ab 1985 auf 106,6 MHz. Mitte der 90er-Jahre erfolgte ein Wechsel auf die Frequenz 107,6 MHz. Nur im Jahr 1992 wurde zusätzlich die frühere Radio-Adria-Frequenz 98,65 MHz genutzt.
Senderstandort für die Frequenz 102,1 MHz war das Studiogebäude in der Via Cimarosa 4 in Lignano Sabbiadoro, auf 106,6, 106,7 und 107,6 MHz wurde vom Piancavallo gesendet. Standort der 98,65 MHz war der Monte Cimone. Als Erkennungsmelodie diente in der zweiten Hälfte der 90er-Jahre das markante Intro der Nachrichtensendung RTL aktuell.
Auf der Frequenz von „Radio Lignano“ sendet heute Radio Company.

## Moderatoren
- Joe Rappold († Juli 2015)
- Manfred Riha
- Gustav Götz
- Reinhard Jesionek
- Toni Stuzka († Juni 2001)
- Michael Junger
- Frank Zankl
- Günther Schweizer
- Karl Warlischek
- Markus Weidner
- Fritz Wurm
- Mario Steinwedel
- Barbara Wollscheck
- Peter Rössler
- Thomas Rössler
- Claudio Paul